# EdgeHTML
EdgeHTML — проприетарный браузерный движок от компании Microsoft. Ответвление Microsoft Trident с удалением устаревшего кода и заменой его на более современный. Реализован в Microsoft Edge. Изначально задуман как интероперабельный с другими браузерами. Впервые данный движок рендеринга был реализован в Internet Explorer 11 как часть Windows 10 Preview 9926 build. Это главный движок Microsoft Edge.
Ревью движка от AnandTech из последней сборки Windows 10 показало существенный отрыв в бенчмарке по сравнению с Trident: производительность JavaScript выросла до уровня Google Chrome. Другие бенчмарки, сфокусированные на производительности WebGL, доказали существенное преимущество движка перед Google Chrome и Mozilla Firefox.

## Совместимость
EdgeHTML создан как полностью совместимый с браузерным движком WebKit, используемым браузером Google Chrome и многими другими браузерами. Microsoft заявила: «любые различия в работе Edge и WebKit являются ошибками в коде, которые мы будем исправлять».